# (7094) Godaisan
(7094) Godaisan est un astéroïde de la ceinture principale.

## Description
(7094) Godaisan est un astéroïde de la ceinture principale. Il fut découvert le 4 septembre 1992 à Geisei par Tsutomu Seki. Il présente une orbite caractérisée par un demi-grand axe de 2,78 UA, une excentricité de 0,17 et une inclinaison de 9,5° par rapport à l'écliptique.

## Compléments